# Retrato de Páquio Próculo
O Retrato de Páquio Próculo é um afresco preservado no Museu Arqueológico Nacional de Nápoles, encontrado na "Casa de Pansa", nas escavações arqueológicas de Pompeia em 1868.

## Descrição
O afresco mostra um casal de burgueses de Pompeia, quase certamente marido e mulher. Eles são comummente referidos como "Páquio Próculo e sua esposa", devido a uma inscrição encontrada na parte externa da casa; na realidade, seria o padeiro Terentius Neo, como revelado por um grafite encontrado dentro da casa (CVSPIVM - PANSAM AED - TERENTIVS - Cuspium Pansam aedilem Terentius), enquanto a escrita externa pertencia a um cartaz de propaganda eleitoral em favor de Páquio Próculo, na verdade eleito como Pompeia duoviro.
O padeiro - que possuía seu pistrinum na via dell'Abbondanza (rua da abundância) - aparece vestido com toga no afresco, qualificando-se como cidadão romano. Também foi levantada a hipótese de que os personagens somáticos dos dois personagens retratados tem origens samnitas, o que explicaria o desejo de ostentação do status social alcançado: o homem representado segura um rolo de papiro (rotulus), enquanto a mulher segura um tablete e uma caneta encerados, sugerindo que o homem se ocupava com atividades públicas ou culturais e, a mulher cuidava da administração doméstica e comercial: de fato, os tabletes encerados encontrados em Pompeia, que ainda têm vestígios de inscrições, são de natureza comercial e econômica (contratos de aluguel, recibos), negociações, notas de débito ou crédito, etc.).